# Badula fragilis
Badula fragilis là một loài thực vật có hoa trong họ Anh thảo. Loài này được Bosser & Coode mô tả khoa học đầu tiên năm 1979.